# Craig Sword
Craig Sword (ur. 16 stycznia 1994 w Montgomery) – amerykański koszykarz, występujący na pozycji rzucającego obrońcy, od 2023 zawodnik Indiana Mad Ants.
24 czerwca 2016 został zawodnikiem zespołu King Wilki Morskie Szczecin. Klub zwolnił go 11 lutego 2017.
28 grudnia 2021 zawarł 10-dniową umowę z Washington Wizards. 6 stycznia 2022 powrócił do składu Capital City Go-Go. 28 października 2023 dołączył do Indiana Mad Ants.

## Osiągnięcia
Stan na 20 listopada 2023, na podstawie, o ile nie zaznaczono inaczej.
NCAA
- Zaliczony do:
  - I składu pierwszoroczniaków konferencji Southeastern (SEC – 2013)
  - II składu konferencji SEC (2015)
- Uczestnik konkursu wsadów NCAA (2016)[8]